# Pjotr Sjuvalov
Pjotr Andrejevitj Sjuvalov (ryska: Пётр Андреевич Шувалов), född 27 juli (gamla stilen: 15 juli) 1827 i Sankt Petersburg, död där 22 mars (gamla stilen: 10 mars) 1889, var en rysk ämbetsman och diplomat. Han var sonson till Pavel Sjuvalov (1776–1823) och bror till Pavel Sjuvalov (1830–1908).
Sjuvalov var överpolismästare i Sankt Petersburg, sedan generalguvernör över östersjöprovinserna, var 1866–1874 chef för "tredje avdelningen av hans majestäts särskilda kansli" (politiska polisen). Han utnämndes 1874 till sändebud i London och var en av Rysslands representanter vid Berlinkongressen 1878. År 1879 lämnade han det offentliga livet. Han tillhörde det strängt konservativa partiet, men var i sin utländska politik försonlig och medlande.

## Utmärkelser
- Guelferorden,  1855
- Hessiska Ludvigsorden,  1855
- Sankt Stanislausorden, första klassen,  1860
- Guldsabel "för tapperhet",  1863
- Sankt Annas orden, första klass,  1863
- Bayerska Sankt Mikaels förtjänstorden,  1864
- Preussiska Kronorden,  1867
- Hessiska Filip den ädelmodiges orden,  1867
- Storofficer av Hederslegionen,  1867
- Fredriksorden,  1867
- Sankt Vladimirs orden, andra klassen,  1867
- Bayerska kronorden,  1868
- Vita örnens orden,  1868
- Vita falkens orden,  1870
- Sankt Alexander Nevskij-orden,  1870
- Württembergska kronorden,  1871
- Storkorset av Röda örns orden,  1872
- Osmanié-orden,  1872
- Storkorset av Leopoldsorden,  1872
- Storkors av Leopoldorden,  1874
- Rutkroneorden,  1874
- Storkors av Sankt Stefansorden,  1874
- Storkors av Frälsarens orden,  1876
- Sankt Vladimirs orden, första klassen
- Sankt Vladimirs orden, fjärde klassen
- Nassauska Gyllene lejonets orden
- Sankt Vladimirs orden, andra klassen med svärd

[Redigera Wikidata]